# Конрад II (император Священной Римской империи)
Конрад II  (около 990 — 4 июня 1039) — король Германии (1024—1039), первый император Священной Римской империи из Салической династии (коронован 26 марта 1027 года в Риме папой римским Иоанном XIX), король Италии под именем Конрад I. Основным источником сведений о жизни и правлении императора является хроника Випо Бургундского.

## Биография

### Ранние годы
Конрад был сыном графа Генриха Шпейерского и Адельгейд Метц. Его прабабкой была Лиутгарда, дочь Оттона I Великого. Он рано потерял отца и воспитывался Бурхардом Вормсским, не получив при этом учёного образования.
В 1016 году Конрад женился на Гизеле Швабской, вдове графа Бруно I Брауншвейгского и герцога Эрнста I Швабского. Этот канонически недопустимый брак был заключен вопреки желанию Генриха II и в ходе швабских междоусобиц Конрад порой оказывался в изгнании.
После смерти Генриха II, 4 сентября 1024 года, Конрад был избран королём Германии, восторжествовав над своим соперником, двоюродным братом Конрадом Младшим. 8 сентября 1024 года в Майнце он был помазан и коронован.

### Правление

#### Коронация в Милане и Риме
После того как в феврале 1026 года германские князья признали на случай смерти Конрада II право на корону за его малолетним сыном Генрихом Конрад явился в Италию.
В Италии светские владетели были против немецкого владычества, но архиепископ миланский Ариберт держал сторону императора. Короновавшись в Милане железной короной, он отправился в Рим, где 26 марта 1027 года папа Иоанн XIX короновал его императором. Князья Капуи, Беневенто и Салерно признали его верховенство.

#### Борьба за бургундское наследство
Король Бургундии Рудольф III был не в состоянии усмирить бунтовавшее против него дворянство и у него не было законных детей. Император Генрих II воспользовался этими обстоятельствами. В 1016 году он вторгся на его территорию и вынудил признать себя наследником бургундского престола.
Конрад II, как преемник Генриха II, заявил о своих притязаниях на Бургундию. Кроме него права на Бургундию предъявляли внучатые племянники Рудольфа III Эрнст II Швабский (двоюродный брат и пасынок Конрада II) и Конрад Младший — их матери (сестры) были племянницами бургундского короля. Эрнст II поднял восстание, а Конрад Младший присоединился. Однако Конрад II быстро подавил это движение. Договор в Базеле окончательно утвердил право на Бургундию, по смерти Рудольфа III, за Конрадом и его сыном, который в 1028 году, на сейме в Ахене, формально был выбран в наследники Конрада.
Эрнст II сохранил враждебную позицию к императору, за что был лишён Швабского герцогства (1030).
В сентябре 1032 года Рудольф III умер. Национальная бургундская партия противопоставила Конраду II Одона Шампанского, племянника Рудольфа. Конрад II в это время воевал в Саксонии, и Одон подчинил себе большую часть Бургундии, положив начало войне за бургундское наследство. В начале 1033 года Конрад II выступил в Петерлинген, где 2 февраля был избран знатью северной Бургундии бургундским королём и коронован. 
Таким образом Бургундия вошла в состав Священной Римской империи в качестве третьего королевства, наряду с Германией и Италией.
В мае 1033 года состоялась встреча Конрада с французским королём Генрихом в Девиле на Маасе. В результате Генрих, очевидно, признал вступление Конрада во владение Бургундией, и оба правителя заключили союз против Одона. Планировалась помолвка французского короля с императорской дочерью, но она не состоялась из-за её смерти в следующем году. Поход Конрада в Лотарингию в середине лета 1033 года заставил Одона покориться. Так как Одон Шампанский не сдержал своего обещания уйти из Бургундии и вновь совершил грабительский набег на Туль, Конрад с сильным войском дошел в 1034 году до Роны, где его встретили граф Гумберт и итальянский отряд под предводительством Ариберта Миланского и графа Бонифация Тусцийского. Одон, уклонившись от столкновения, бежал. Приняв клятву верности от южнобургундских князей, 1 августа 1034 Конрад короновался в Женеве бургундской короной

#### Внешняя политика Конрада II
Польский король Мечислав в 1028 году опустошил Восточную Саксонию. Чтобы обеспечить спокойствие на северо-восточной окраине своего государства, Конрад II уступил Шлезвиг датскому королю Кануту (выговорив при этом важные выгоды архиепископу бременскому и гамбургскому) и в 1029 году выступил против Мечислава. Армия императора понесла большие потери, отказалась от осады Баутцена и без успеха вернулась. Смерть маркграфа Восточной марки Титмара (1030) побудила Мечислава вновь напасть на территорию между Эльбой и Зале. Претензии на власть в Польше со стороны брата Мечислава, опирающегося на русскую военную помощь, заставили польского короля после походов Конрада в 1031 и 1032 году просить императора о мире, который и был заключен в июле 1033 года в Мерзебурге. Принеся вассальную присягу Конраду, Мечислав отказался от своих королевских регалий и вернул Германии её отдалённую марку. После его смерти в 1034 году его супруга Рихенза, внучка Оттона II, вместе со своим сыном Казимиром бежала в Германию.
Поход Конрада в Венгрию в 1031 году был неудачным. По мирному договору венгерский король не являлся вассалом императора; до конца нерешенным остался вопрос о спорных территориях.
В 1035 году Бретислав, овладев чешской короной, признал себя зависимым от Конрада. В 1038 году, по смерти бездетного герцога швабского, Конрад отдал герцогство своему сыну, римскому королю Генриху; по смерти Конрада Младшего он получил Каринтию, владел также Баварией, так что лишь Саксонское и Лотарингское герцогства не были в его руках.

#### Внутренняя политика Конрада II
Конрад II много сделал для установления наследственности власти в своем потомстве. Издал знаменитый закон о ленах, которым была признана их наследственность и неотчуждаемость иначе, как в силу законного приговора пэров, на который допускалась апелляция к императору. Этим Конрад II хотел привязать к себе мелкую знать, вальвассоров, которые действительно поддерживали его.

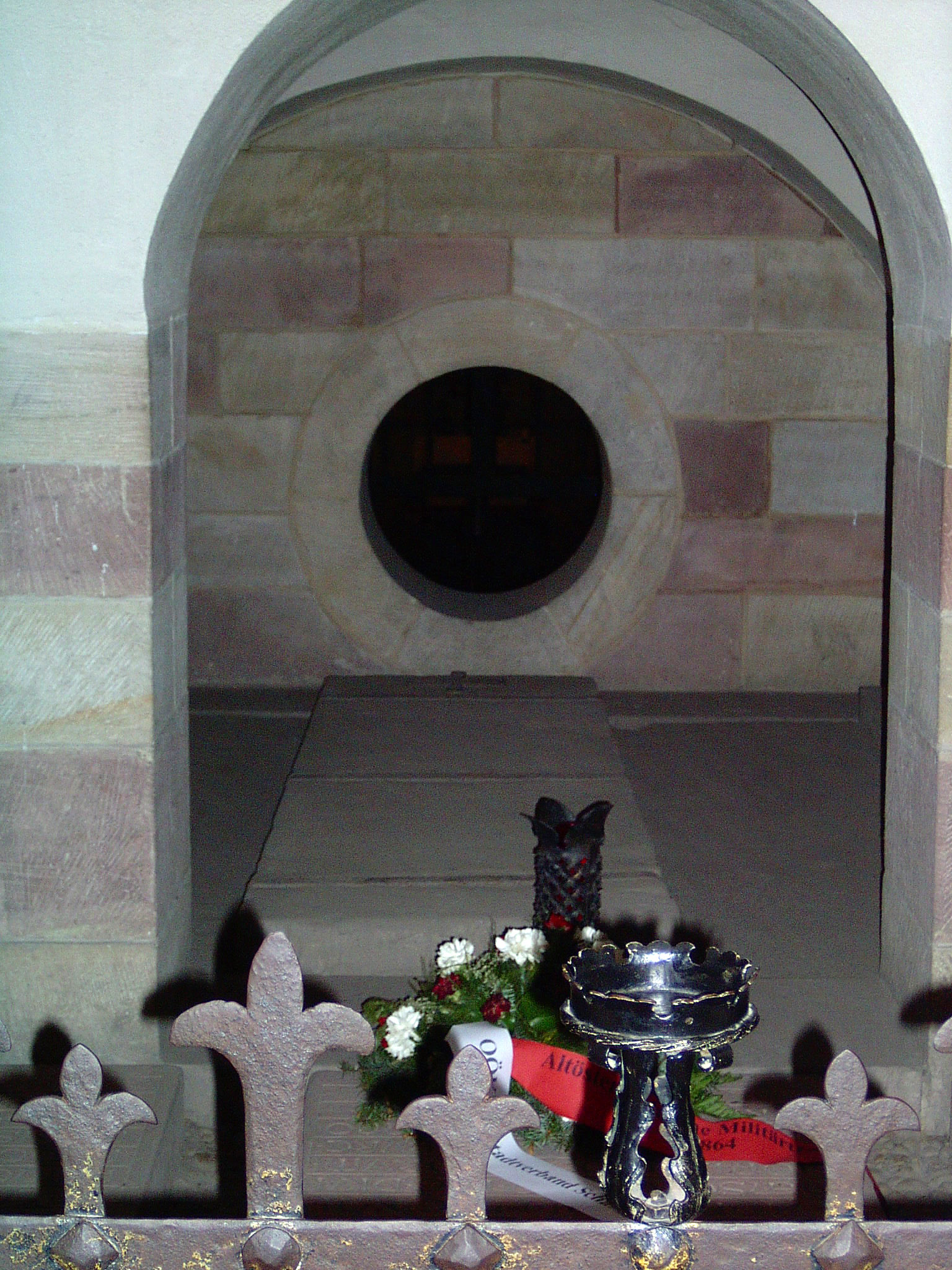
Могила Конрада II в Шпайерском соборе

Конрад II держался правила раздавать духовные должности тем лицам, которых хотел наградить и на помощь которых мог надеяться. Вследствие стремлений Ариберта к поднятию власти архиепископа миланского, Конрад в 1036 году явился вторично в Италию, и велел на сейме в Павии арестовать Ариберта. Милан, в котором вновь явился спасшийся бегством Ариберт, удачно боролся против Конрада, потерпевшего поражение у стен города 19 мая 1037 года. Император отправился в Рим, чтобы утвердить колебавшийся престол папы Бенедикта IX, оттуда прошел в южную Италию, но, вследствие болезни, открывшейся в его армии, вернулся за Альпы.
Умер 4 июня 1039 года.

### Семья
- Жена: (с 1016 года) Гизела Швабская (11 ноября 989/13 ноября 990 — 16 февраля 1043), дочь герцога Швабии Германа II и Герберги Бургундской, дочери короля Бургундии Конрада I Тихого, вдова Бруно I Брауншвейгского (ранее 994—1010/1011) и Эрнста I Швабского (975/985 — 31 мая 1015). Дети:
  - Генрих III (28 октября 1017 — 5 октября 1056), король Германии с 1028 года, герцог Баварии (Генрих VI) в 1027—1042 и 1047—1049 годах, герцог Швабии в 1038—1045 годах, король Бургундии с 1038 года, регент герцогства Каринтия в 1039—1047 годах, император Священной Римской империи с 1046 года;
  - Беатрис (умерла 26 сентября 1036);
  - Матильда (1027—1034); в мае 1033 года помолвлена с королём Франции Генрихом I (4 мая 1008 — 4 августа 1060).